# Atmosfera controllata
L'atmosfera controllata è un processo di sottrazione dell'ossigeno presente nell'aria realizzato tramite il controllo simultaneo delle percentuali dei gas presenti nell'atmosfera (ossigeno, idrogeno, azoto ed anidride carbonica), della temperatura e dell'umidità in un determinato ambiente.

## Storia
Gli albori della ricerca sull'atmosfera controllata risalgono al 1821, anno in cui il fisiologo Frédéric Bérard pubblica il libro Doctrine médicale de l'école de Montpellier. Nel volume venivano analizzati i risultati di alcune ricerche nelle quali si dimostrava come nei frutti conservati in ambienti a basso tenore d'ossigeno i processi metabolici evidenziavano una considerevole riduzione. 
Fu però soltanto nel primo Novecento che il concetto di atmosfera controllata ricevette la sua precisa definizione scientifica grazie al lavoro di due ricercatori statunitensi, Kidd e West.
Dovettero però passare ancora cinquant'anni affinché l'atmosfera controllata cominciasse a trovare delle applicazioni commerciali sia in Europa che negli Stati Uniti d'America.

## Applicazioni

### Settore ortofrutticolo
Ogni prodotto ortofrutticolo anche dopo la raccolta è soggetto ad un processo di ossidazione degli zuccheri e degli acidi contenuti nei propri tessuti, che dà luogo alla formazione di calore, biossido di carbonio, vapore acqueo e aromi. La velocità di questi processi metabolici è funzione diretta della quantità di ossigeno presente nell'atmosfera in cui tali prodotti sono immersi e funzione inversa dell'ammontare di biossido di carbonio.
L'utilizzo delle tecniche di controllo dell'atmosfera, unite al controllo della temperatura e dell'umidità di un determinato ambiente è in grado di agire in profondità sul metabolismo dei prodotti vegetali. Quest'azione si traduce, da un punto di vista merceologico, tanto nella conservazione delle qualità organolettiche del prodotto quanto nella riduzione dei pericoli derivanti dalla proliferazione di agenti patogeni.

### Conservazione
I processi metabolici e respiratori riscontrati nei prodotti ortofrutticoli si possono presentare, con le dovute differenze, anche a proposito di opere e oggetti d'arte molto antichi. Le tecniche di controllo dell'atmosfera trovano perciò anche applicazioni nel settore della conservazione e della tutela dei beni culturali e del patrimonio artistico.

### Antincendio
La possibilità di sottrarre considerevoli percentuali d'ossigeno dall'atmosfera permette un'ulteriore applicazione delle tecniche qui descritte. Ambienti con basse percentuali di ossigeno prevengono lo scatenarsi e il diffondersi di incendi.